# شهرستان کلی (میزوری)
شهرستان کلی، میزوری (به انگلیسی: Clay County, Missouri) یک سکونتگاه مسکونی در ایالات متحده آمریکا است که در میزوری واقع شده‌است.